# Куре
Куре е град в Япония. Населението му е 220 554 жители (по приблизителна оценка от октомври 2018 г.), а площта му е 353,74 кв. км. Намира се в часова зона UTC+9. Основан е на 1 октомври 1902 г.